# Kanadai tiszafa

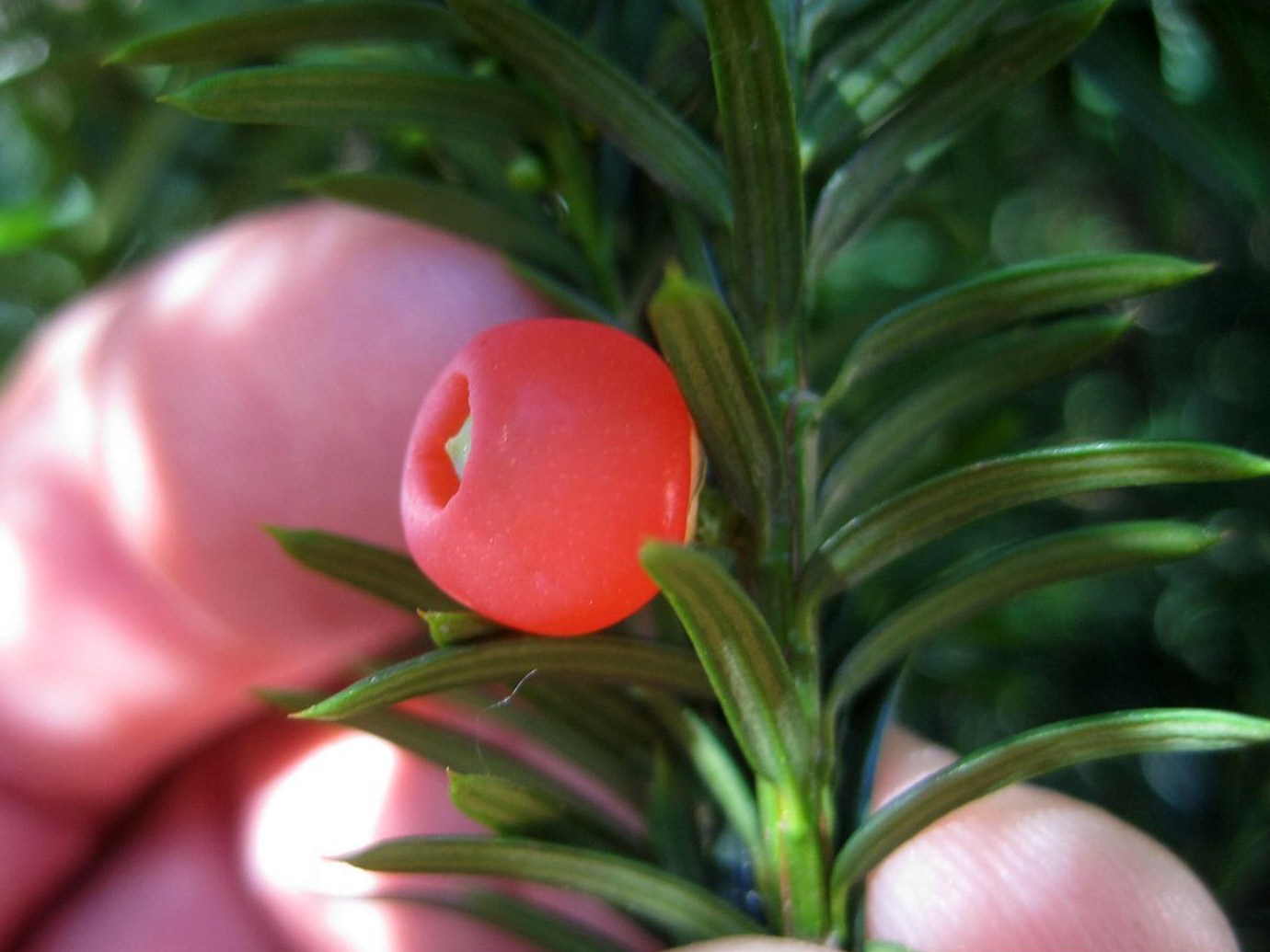
Termése

A kanadai tiszafa (Taxus canadensis ) a tiszafafélék (Taxaceae) családjában a névadó tiszafa (Taxus) nemzetség egyik faja.

## Származása, elterjedése
Az atlantikus–észak-amerikai flóraterület északi részén, az USA és Kanada határvidékén honos a Labrador-félszigettől Észak-Karolináig. A magyar kertészetekben nem kapható.

## Megjelenése, felépítése
Kis-, illetve középtermetű (1–2 m magas) bokor.
Vékony, rövid levelei fényes sötétzöldek.
Magköpenye (az arillusz) rózsaszínű.

## Életmódja, termőhelye
Örökzöld; gyakran hímnős. Teljesen fagytűrő. Hazájában nagyobb fák árnyékában, gyakran az erdők aljnövényzetében él. Párás környezetre van szüksége.
Egyes egyedek ágai legyökereznek, ezek sarjtelepessé válnak.